# Sebaldus von Nürnberg

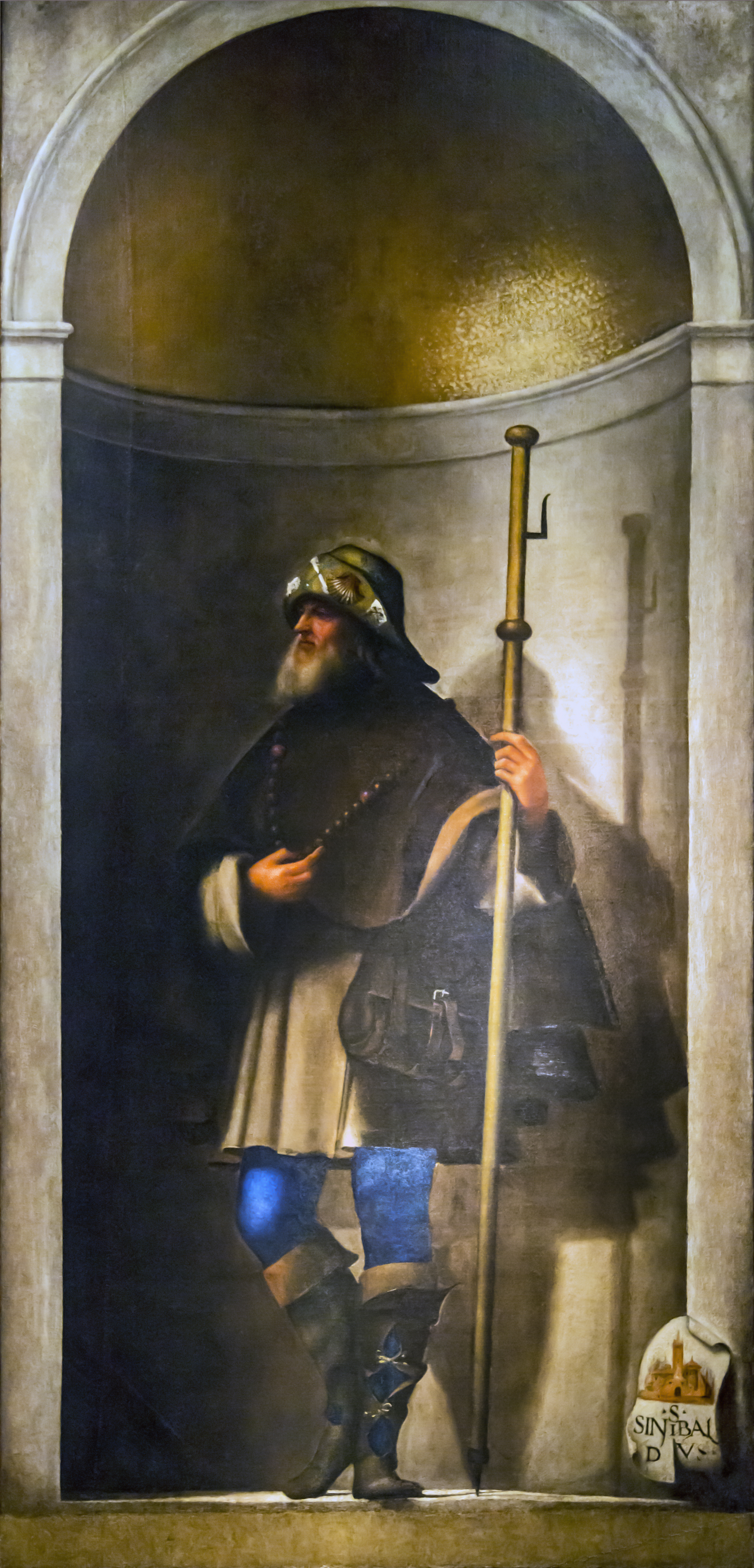
Sebaldus von Nürnberg (Sebastiano del Piombo, 1509)

Sebaldus von Nürnberg, kurz auch Sebald genannt, hat möglicherweise im 8. Jahrhundert als Einsiedler in der Gegend von Nürnberg gelebt.

## Legende

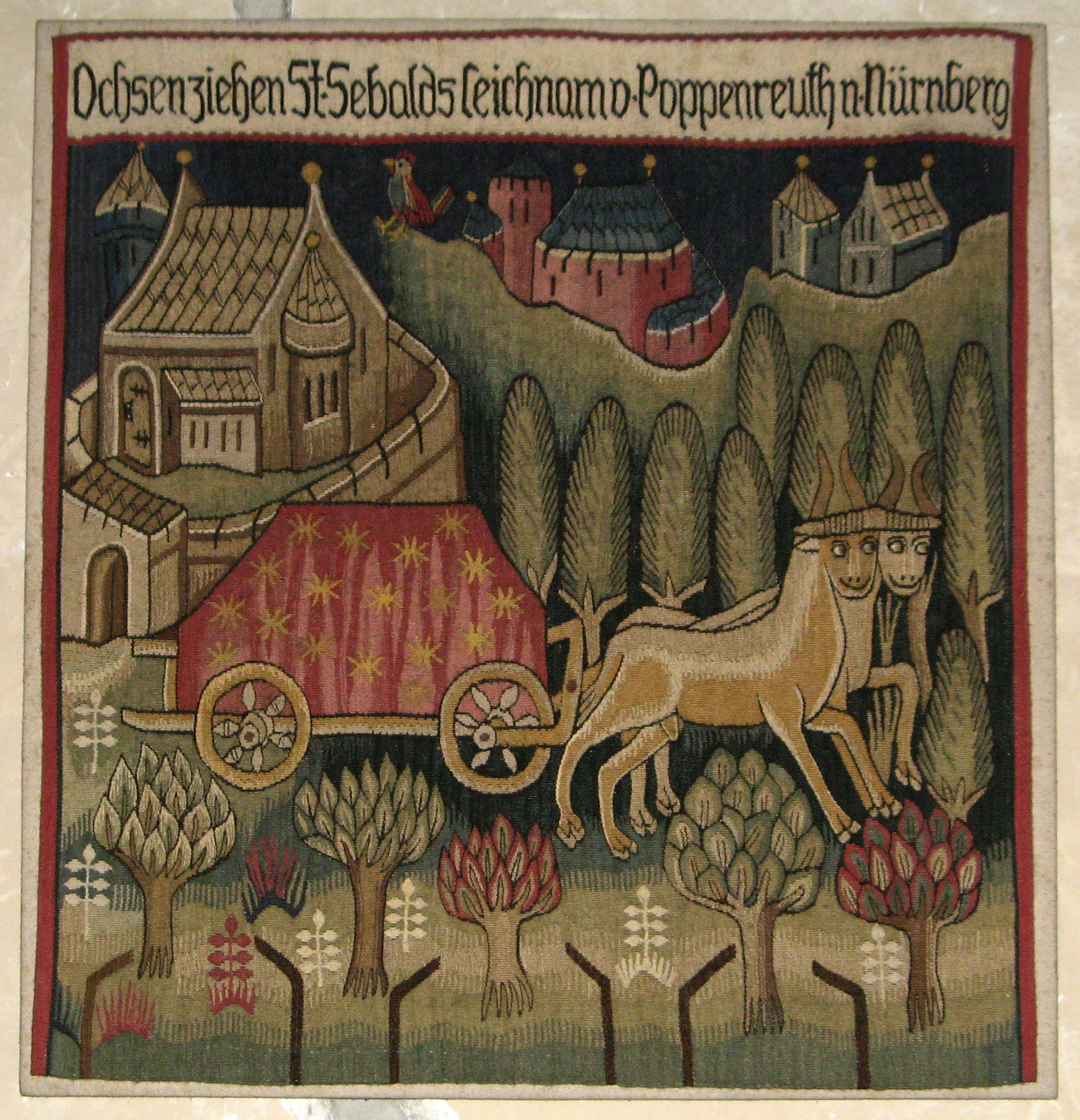
Sagenhafte Überführung der sterblichen Überreste von Poppenreuth nach Nürnberg, links die Kirche St. Peter und Paul im Fürther Ortsteil Poppenreuth (Wandteppich, um 1410)

Legenden nennen ihn einen dänischen Königssohn, der seine Verlobung mit einer französischen Prinzessin löste, um nach einer Romfahrt als Glaubensbote – vor allem in Franken – zu wirken.
Nach seinem Tod soll ein Ochsengespann ohne Lenker den Leichnam oder dessen Knochen von der Kirche St. Peter und Paul in Poppenreuth (heute ein Gemeindeteil der Stadt Fürth) zu der damaligen Peterskapelle in Nürnberg gebracht haben, wo er beigesetzt wurde. Seine Verehrung als Heiliger ist dort ab etwa 1070 belegt. Erste belegbare deutschsprachige Legendenerzählungen über ihn stammen aus dem 14. Jahrhundert.

## Heiligsprechung und Verehrung
Am 26. März 1425 wurde Sebaldus durch Papst Martin V. in den Kanon der katholischen Heiligen aufgenommen. Papst Martin berief sich auf die Schriften einer Nürnberger Delegation, die eine für Rom bearbeitete Version der Legenden präsentierte. Das Hauptargument für die Kanonisierung war, dass die Nürnberger ihren Heiligen seit 500 Jahren verehrten und Sebald hier Wunder vollbracht haben soll.
Er ist einer der drei Stadtpatrone Nürnbergs, neben Laurentius von Rom und Deocar, dessen Gebeine teilweise noch in Nürnberg sind.
Sein Fest wird am 19. August gefeiert. Oft wird er mit den Attributen Stab, einem Modell seiner Kirche, Rosenkranz und Jakobsmuschel dargestellt.

## Grab
Über seinem Grab wurde 1223 bis 1274 die Sebalduskirche errichtet. Im 16. Jahrhundert schuf Peter Vischer einen bronzenen Prunkschrein für den Heiligensarg, das Sebaldusgrab. Wallfahrten zu seinem Grab trugen zum Aufblühen der Stadt bei.
Das Sebaldusgrab stellt insofern eine Besonderheit dar, als die Reliquien eines von der römisch-katholischen Kirche kanonisierten Heiligen in einer evangelischen Kirche aufbewahrt werden.

Sebaldusgrab
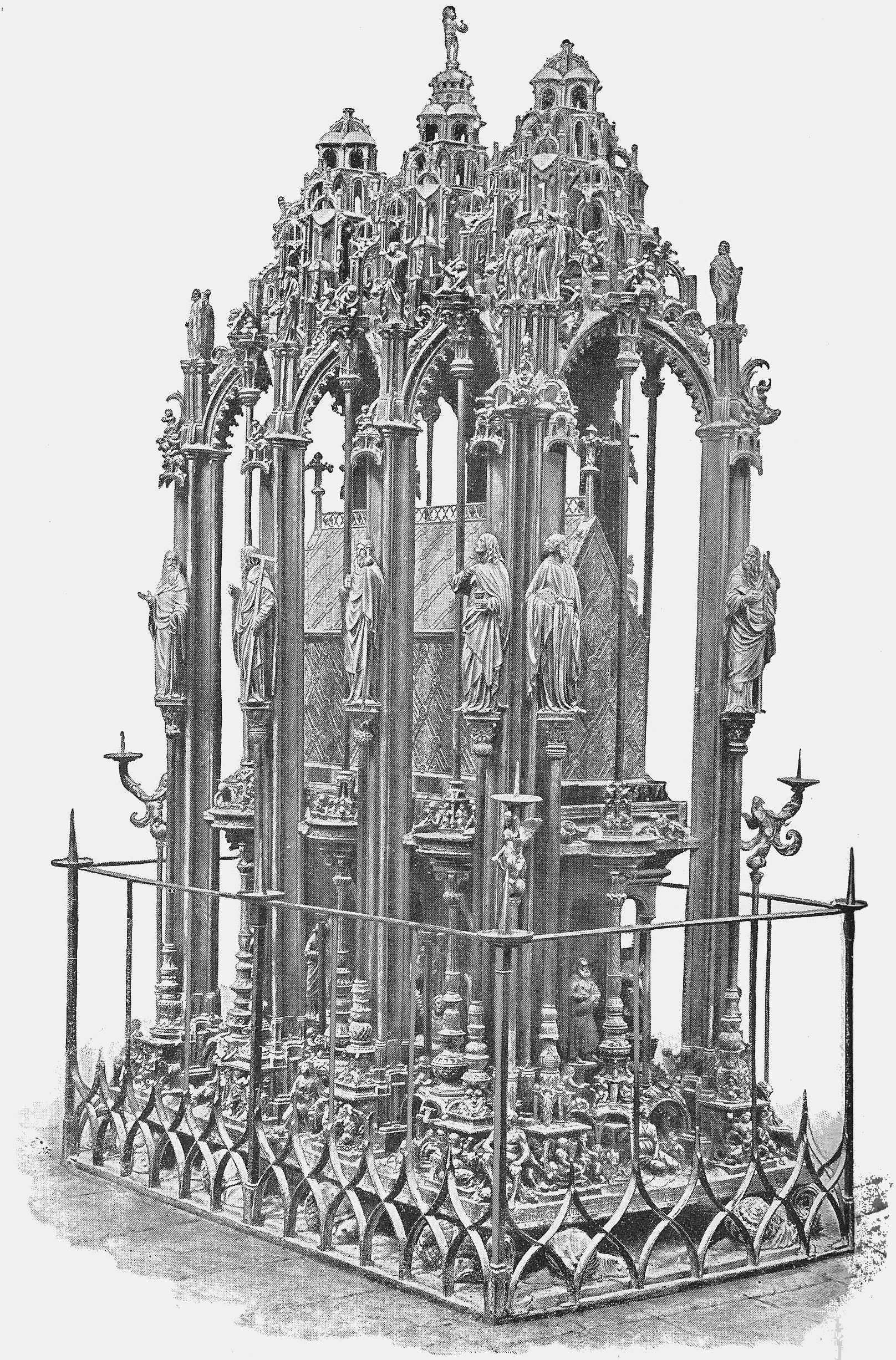
Sebaldusgrab von Peter Vischer
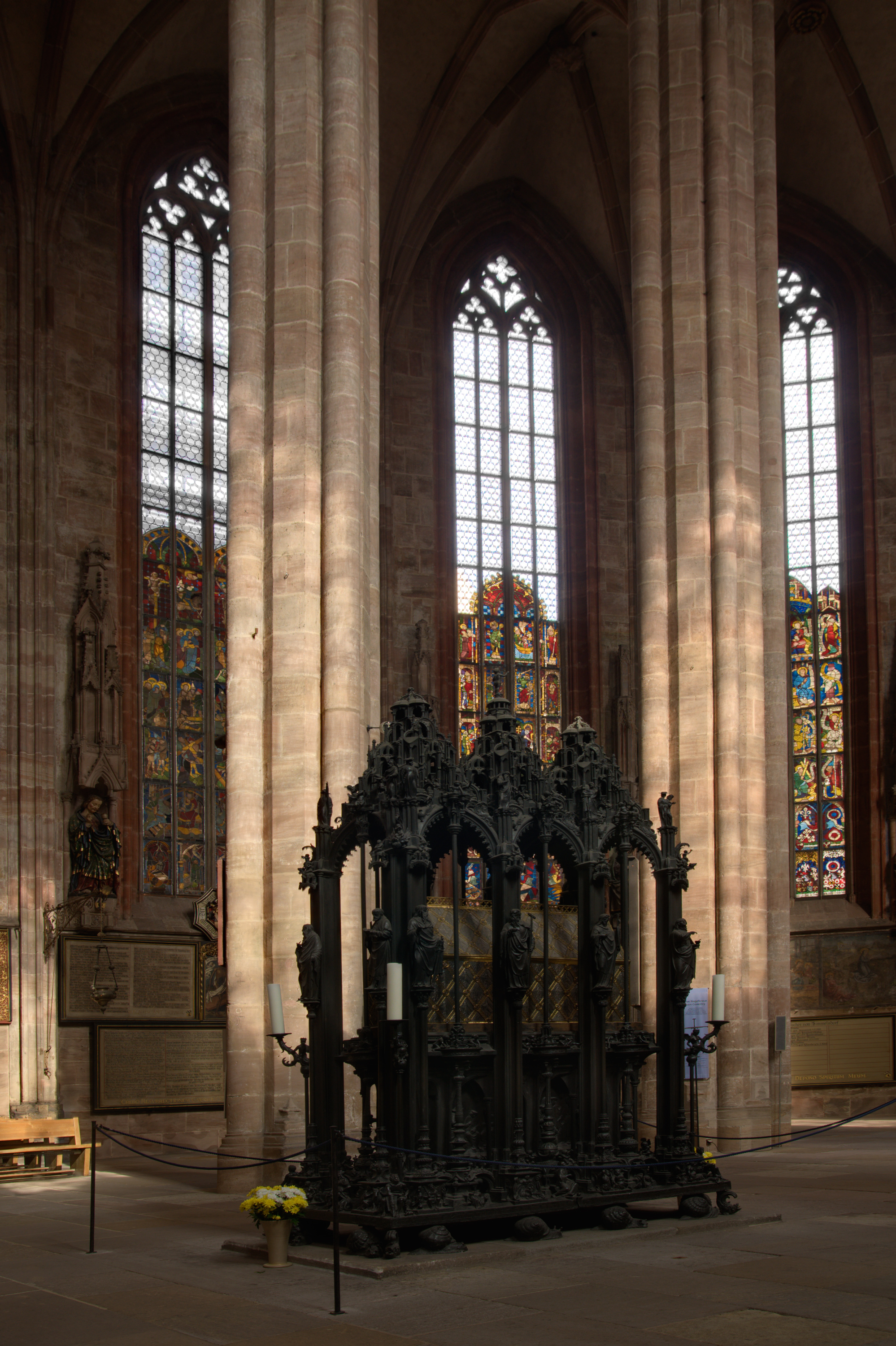
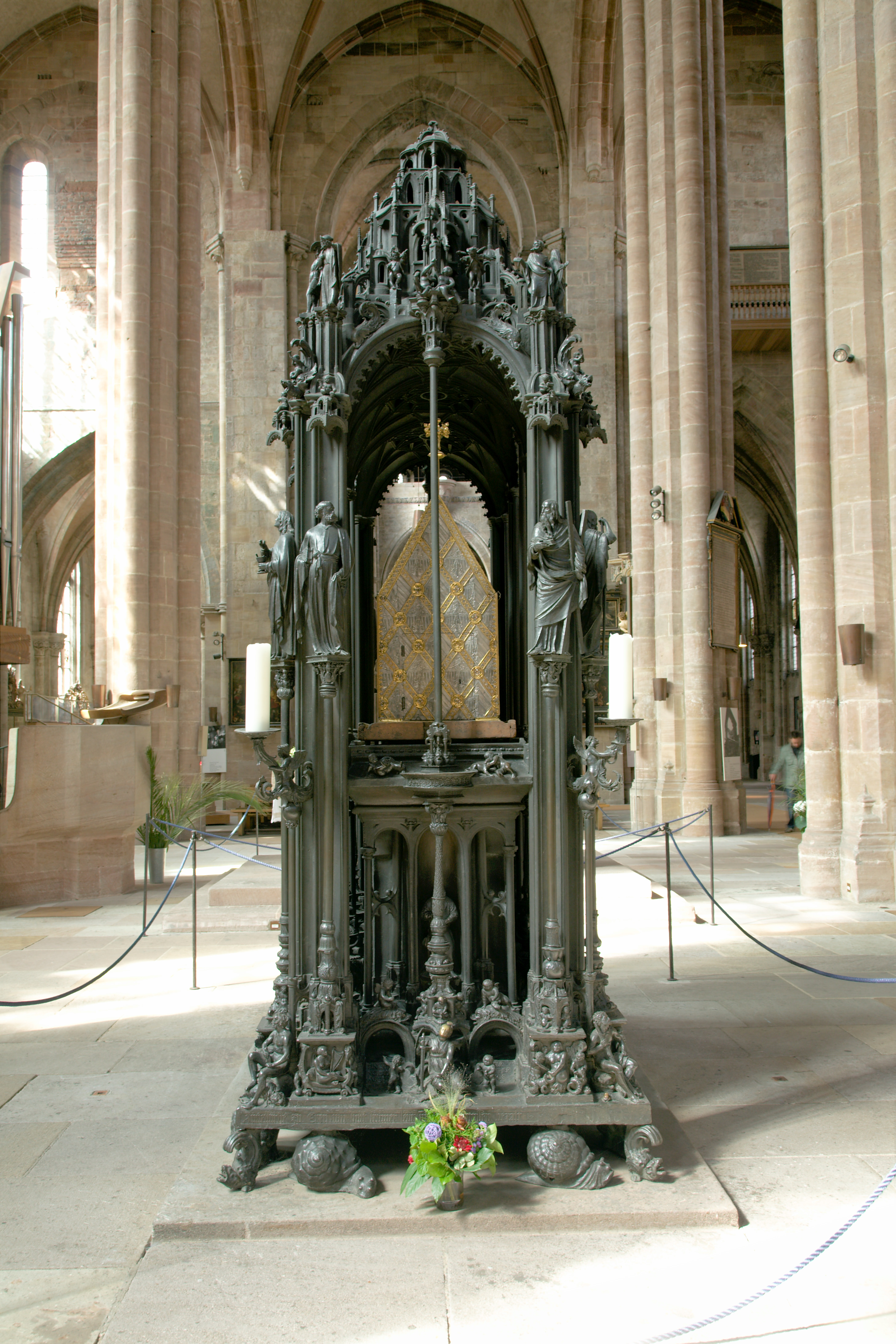
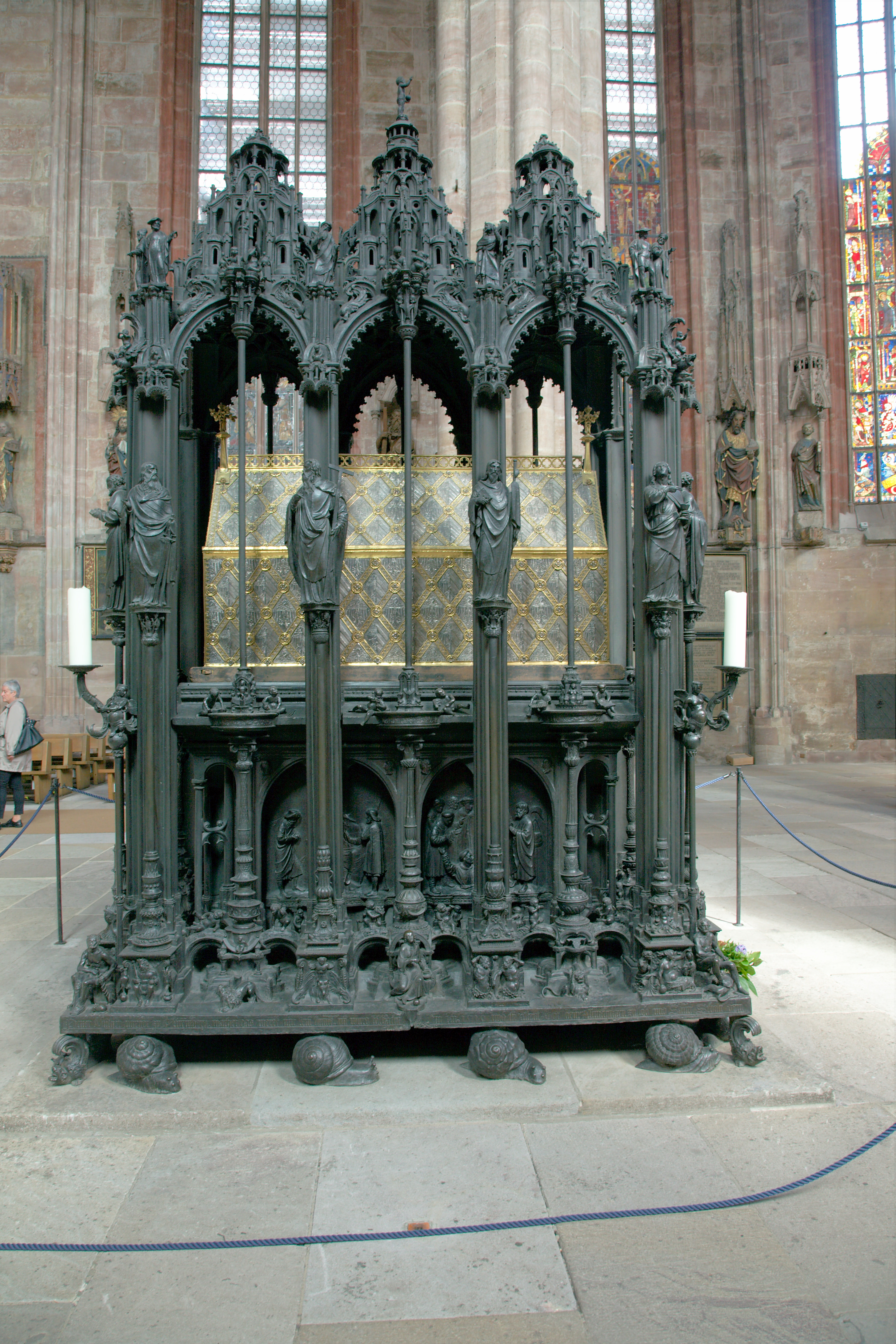
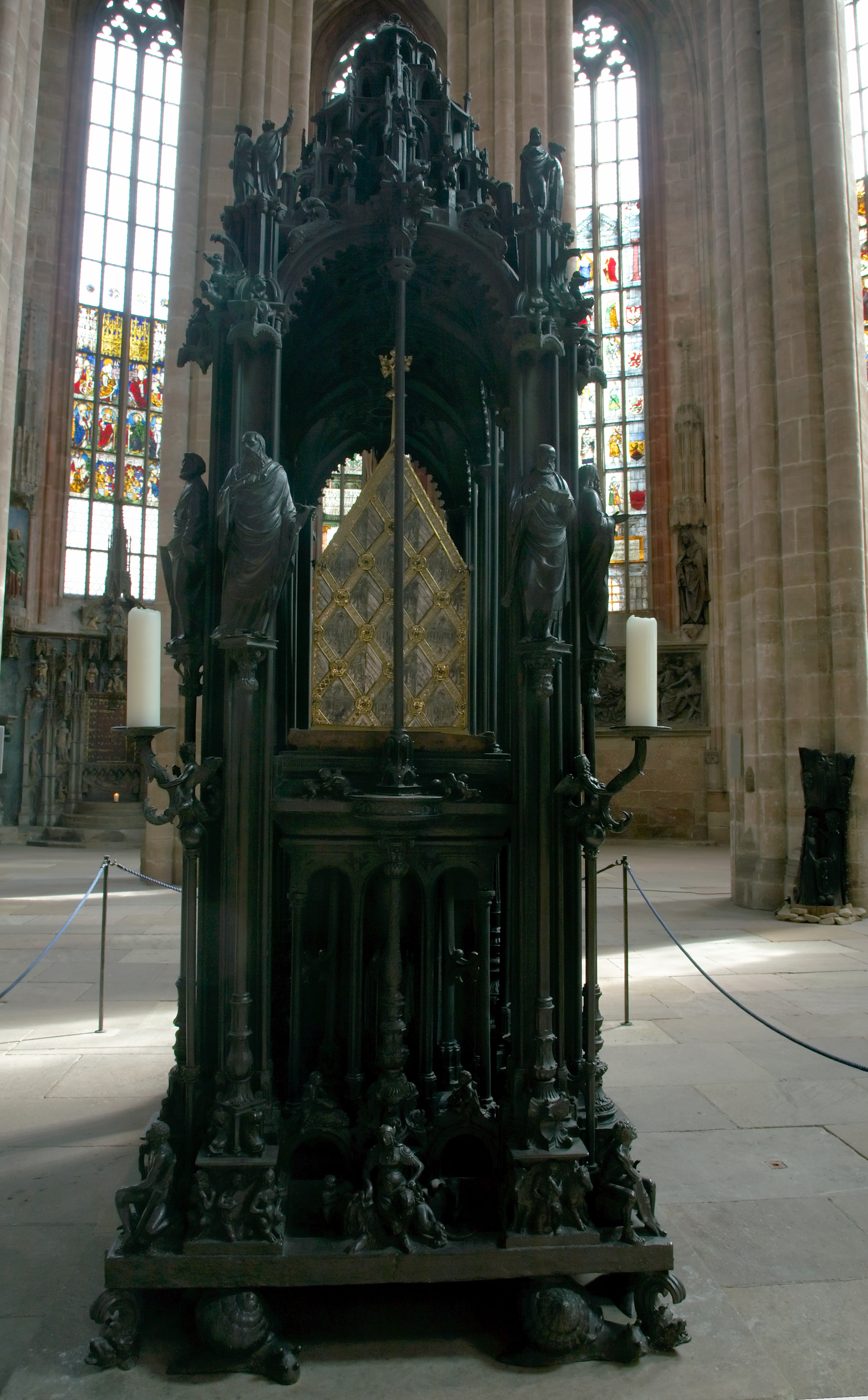
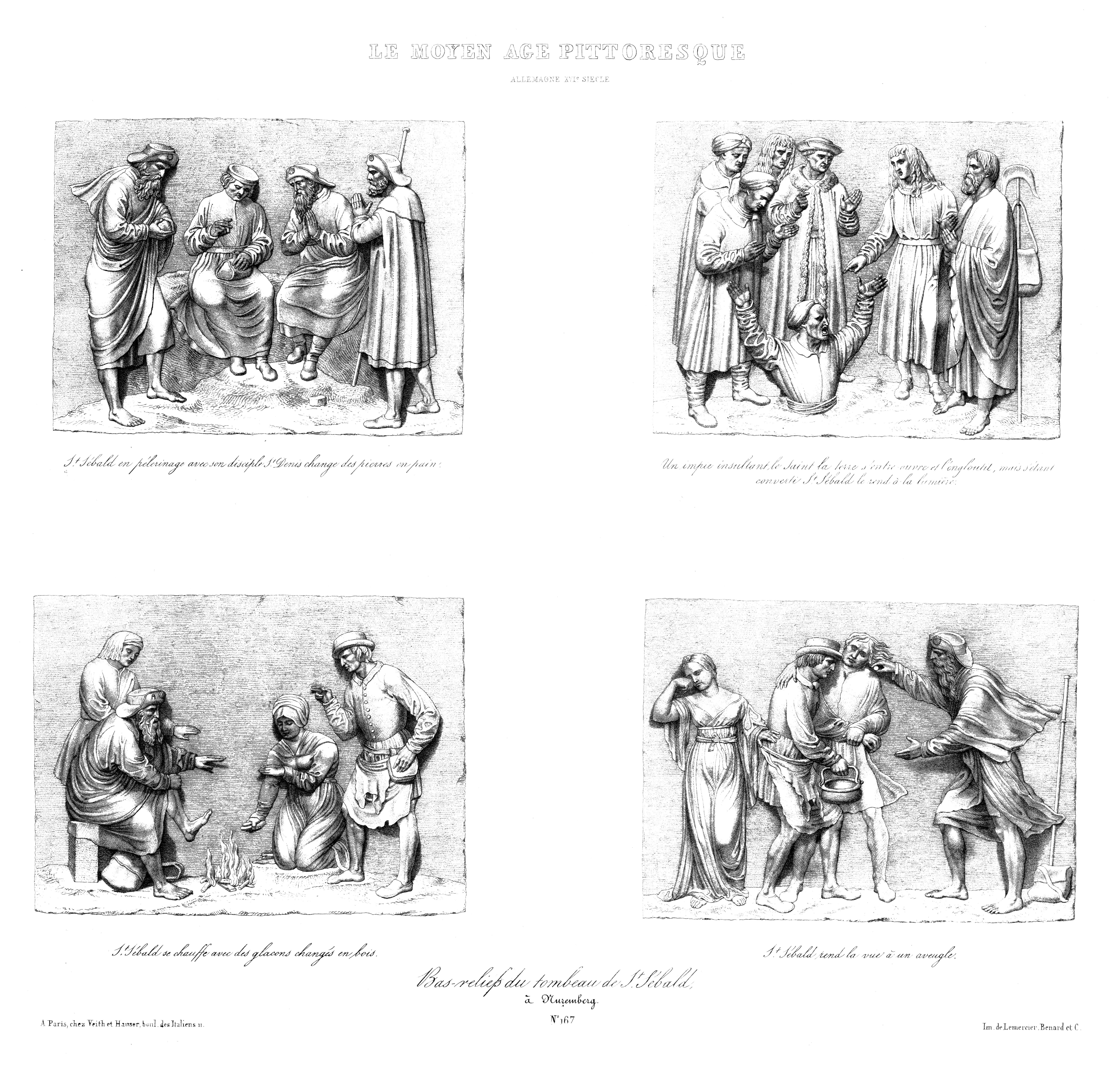
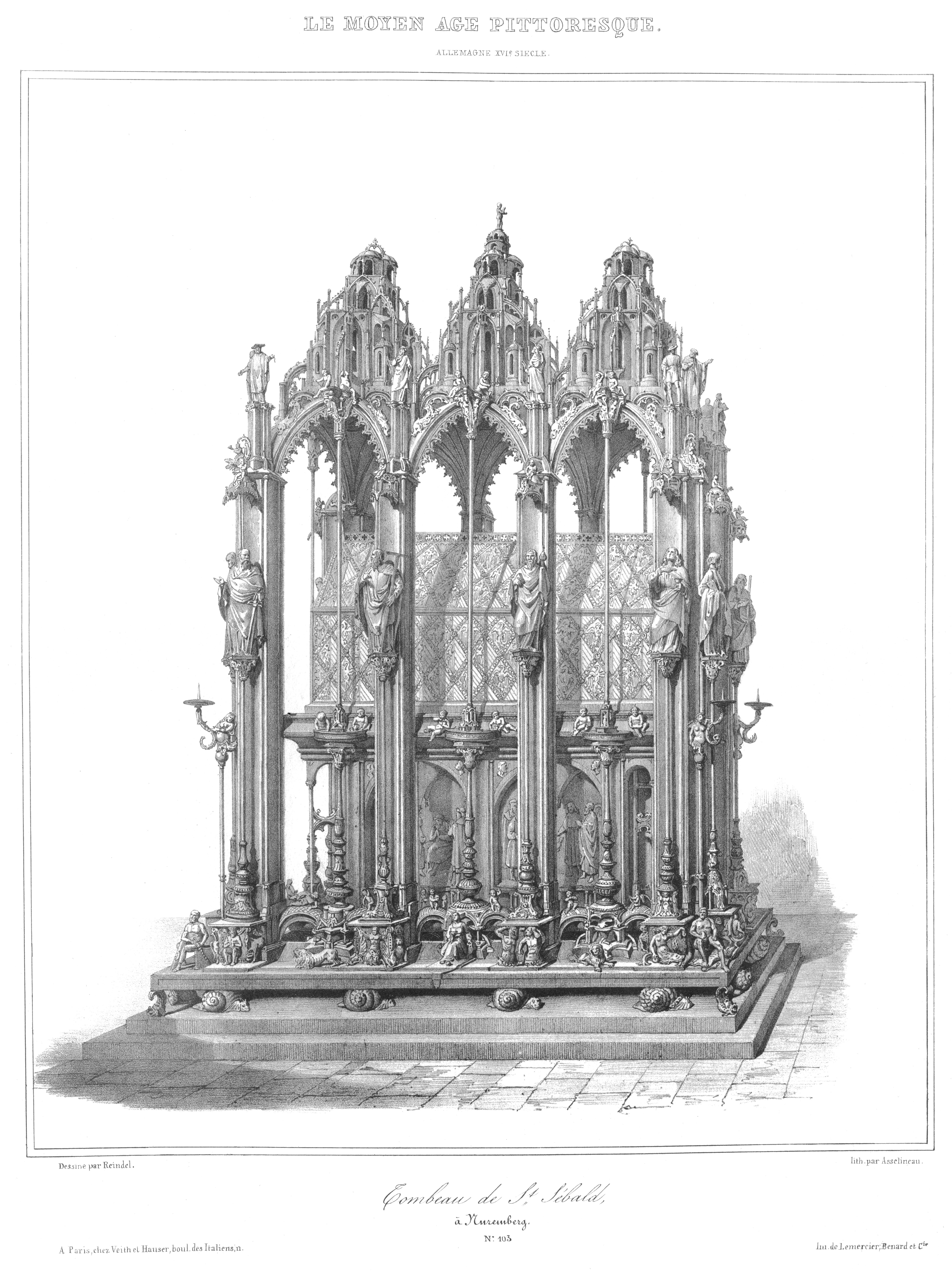